# Lobaegis tenebrica
Lobaegis tenebrica là một loài tò vò trong họ Ichneumonidae.